# Aponema
Aponema är ett släkte av rundmaskar. Aponema ingår i familjen Desmodoridae.
Släktet innehåller bara arten Aponema torosum.